# Remo nos Jogos Pan-Americanos de 2015 - Dois sem feminino
A competição do dois sem feminino foi um dos eventos do remo nos Jogos Pan-Americanos de 2015. Foi disputada no Royal Canadian Henley Rowing Course em St. Catharines, nos dias 11 e 13 de julho.

## Calendário
Horário local (UTC-4).
| Data        | Horário | Fase          |
| ----------- | ------- | ------------- |
| 11 de julho | 9:15    | Eliminatórias |
| 13 de julho | 9:45    | Final         |

## Medalhistas
| Ouro   | USA Emily Huelskamp e Molly Bruggeman |
| Prata  | CHI Melita Abraham e Antonia Abraham  |
| Bronze | CAN Rosie DeBoef e Kristin Bauder     |

## Resultados

### Eliminatórias
| Pos. | Remador                                       | Nacionalidade      | Tempo   | Notas |
| ---- | --------------------------------------------- | ------------------ | ------- | ----- |
| 1    | Emily Huelskamp Molly Bruggeman               | USA Estados Unidos | 7:19.44 | F     |
| 2    | Rosie DeBoef Kristin Bauder                   | CAN Canadá         | 7:36.11 | F     |
| 3    | Melita Abraham Antonia Abraham                | CHI Chile          | 7:36.36 | F     |
| 4    | Dolores Amaya Oriana Ruiz                     | ARG Argentina      | 7:44.17 | F     |
| 5    | Yarilexis Reyes Yeney Ochoa                   | CUB Cuba           | 7:57.79 | F     |
| 6    | Evidelia Gonzalez Jarquin Ana Vanegas Jarquin | NIC Nicarágua      | 8:00.59 | F     |

### Final
| Pos.              | Remador                                       | Nacionalidade      | Tempo   | Notas |
| ----------------- | --------------------------------------------- | ------------------ | ------- | ----- |
| Medalha de ouro   | Emily Huelskamp Molly Bruggeman               | USA Estados Unidos | 7:20.98 |       |
| Medalha de prata  | Melita Abraham Antonia Abraham                | CHI Chile          | 7:32.77 |       |
| Medalha de bronze | Rosie DeBoef Kristin Bauder                   | CAN Canadá         | 7:34.23 |       |
| 4                 | Dolores Amaya Oriana Ruiz                     | ARG Argentina      | 7:53.99 |       |
| 5                 | Yarilexis Reyes Yeney Ochoa                   | CUB Cuba           | 8:01.65 |       |
| 6                 | Evidelia Gonzalez Jarquin Ana Vanegas Jarquin | NIC Nicarágua      | 8:12.45 |       |